# Fons documental
En arxivística, un fons, també anomenat fons d'arxiu o fons documental, és un terme que designa el conjunt orgànic de documents, independentment de la seva data, de qualsevol tipologia, forma o suport, produït orgànicament, generat, reunit, acumulat, usat o rebut de manera natural per una persona particular, família o organisme a partir de l'exercici de les seves activitats.
A diferència de la col·lecció, el fons (del llatí fundus) és produït orgànicament com a resultat natural de l'acció i dels processos que duu a terme el seu productor, i no pas d'una agrupació artificial motivada per la voluntat d'un col·leccionista o d'un documentalista d'aplegar-la.
Sovint, el terme arxiu i fons s'utilitzen com a sinònims, i en alguns reculls terminològics apareixen com a formes equivalents per designar un conjunt de documents d'una única provinença. Això no obstant, s'ha generalitzat el terme "fons" que arranca de la seva utilització per part de l'arxivística francesa. Així, del terme "fonds" francès s'arriba al "fonds" anglès, al "fondo" espanyol i italià, al "fundo" portuguès i al "fons" català. En alemany, els termes equivalents són els d'"archivkörper" o "archivbestand". Per el que fa ala pràctica arxivística nord-americana, que reserva el concepte record per als documents administratius, acostuma a fer servir també el terme "record group", entès com un conjunt orgànic de documents establert d'acord amb el principi de provinença, i que també té en compte aspectes organitzatius com la història, el volum i la complexitat de la documentació que generen les institucions contemporànies. D'aquesta manera, integra la necessitat d'assolir una unitat que tingui unes dimensions adients per al seu tractament arxivístic.
Tradicionalment i fins a èpoques ben recents l'arxivística catalana ha utilitzat preferentment el terme “arxiu”, tot i que el terme “fons” era un terme conegut. La majoria d'autors preferien optar per “arxiu” tant en el moment de referir-se a un centre o institució com per referir-se a un fons. Així ho feia l'informe elaborat l'any 1908 per Joaquim Miret i Sans i Josep Massó i Torrents (Informe que l'Institut d'Estudis Catalans va traslladar al President de la Diputació de Barcelona, sobre l'estat d'alguns arxius de Catalunyala conveniència de la seva millor instal·lació. També l'utilitzava Agustí Duran i Sanpere en la majoria dels seus treballs i així apareixia en la normativa sobre arxius promulgada per la Generalitat Republicana.
Actualment es prefereix el terme fons per a designar el conjunt de documents d'una mateixa provinença i es reserva el terme arxiu per a referir-se al servei, institució o centre encarregat de tenir cura de l'organització dels fons i documents.

## Identificació
La identificació d'un fons o, l'aplicació pràctica del principi de provinença significa bàsicament dues coses: 
- En primer lloc determinar a quin organisme productor o persona s'ha d'atribuir la producció d'un conjunt de documents que s'ha convingut en denominar fons com a criteri més objectiu i clar per a la seva identificació.
- En segon lloc establir quins són els límits precisos d'aquest conjunt de documents i determinar-ne correctament la seva provinença tant pels seus efectes jurídics com per la manera com això condiciona la pràctica.

La praxi d'identificació de fons ha de partir de la premissa que l'objectiu d'aquesta tasca té la finalitat d'informar amb claredat sobre la documentació conservada per un centre d'arxiu i el seu context si el que conserva el centre n'és una part prou representativa i significativa, tant quantitativament com qualitativa. Una correcta identificació d'un fons estalvia errors de gran transcendència jurídica i és essencial per portar a terme una pràctica arxivística objectiva i científica. Perquè com més s'aconsegueix respectar la personalitat del fons, més oberta està la documentació a totes les recerques i menys condicionada queda per les decisions que l'arxiver pren durant el seu tractament. Hi ha una vinculació directa entre la identificació d'un fons i de les seves altres unitats arxivístiques: identificar una unitat facilita identificar les unitats jeràrquicament inferiors.
Això no obstant, alguns autors han fet notar les limitacions del principi de provinença i la seva manca d'adequació a la realitat. Tanmateix, la principal problemàtica relacionada amb el concepte de fons deriva de la dificultat pràctica d'identificar-ne el productor i establir-ne els límits: 
- En primer lloc aquesta dificultat és especialment evident en el cas de les grans administracions[6] o dels fons afectats per les seves relacions de successió. En aquests casos caldrà determinar a quin fons i a quin productor s'atribueix la documentació per tal de saber qui és el titular dels drets i deures sobre els documents.
- En segon lloc, la decisió de la vinculació d'uns documents a un o altre fons pot determinar quin règim jurídic cal aplicar-los a efectes d'accessibilitat i d'avaluació.

Qualsevol criteri que s'apliqui sempre comportarà un grau d'arbitrarietat. Una tendència identifica el fons amb l'organisme productor. Michel Duchein va fixar els requisits que ha de complir un organisme per ser productor de fons, i que bàsicament exigeixen que tingui un nom i una existència jurídica pròpies com a resultat d'una norma legal precisa i datada; competències precises i estables, també fixades en un text legal; ocupar una posició a la jerarquia administrativa ben definida; tenir un cap responsable amb capacitat de decisió; tenir una organització interna coneguda i fixada en un organigrama i tenir un sistema propi de gestió documental.
Una altra tendència parteix de les funcions de l'organisme productor, i estableix com a requisits que hi hagi estabilitat i continuïtat en el compliment de la funció, així com no formar part d'una xarxa de relacions funcionals més gran.
La tercera tendència combina ambdós aspectes.
Finalment, per identificar amb precisió un fons, classificar-lo i ordenar-ne les seves unitats documentals són tasques bàsiques i claus del procés d'organització d'un fons que s'ha de realitzar des d'una perspectiva global sense oblidar que el fons forma una sola unitat.

### Experiència catalana
Per poder determinar a partir de quin nivell un òrgan és generador de fons, Àngels Bernal i Anna Duran han fixat un conjunt de criteris, que han estat aplicats a l'Arxiu Nacional de Catalunya (ANC), i que bàsicament pretenen avaluar el grau d'autonomia del productor. Així, consideren que constituirà un ens generador de fons qualsevol d'aquells que tingui estructura orgànica completa i independent, o personalitat jurídica o NIF, o que sigui un òrgan local d'un organisme central, o un organisme autònom, o una empresa pública o un consorci. També pot ser productor de fons un ens que reuneixi totes les condicions següents: establiment per una disposició jurídica específica, competències estables i ben definides en un text legal, posició a la jerarquia administrativa definida, un cap o responsable amb capacitat de decisió i un organigrama conegut. Complementàriament, poden ajudar a decidir sobre el grau d'autonomia factors com la disponibilitat de patrimoni immobiliari, de pressupost, de registre central, d'arxiu central, de reglament de procediment o d'un sistema de gestió dels documents.

## Estructuració
La documentació que integra un fons té (i només pot tenir) el mateix origen, atès que hi ha un vincle directe entre el subjecte productor i la documentació que ha generat aquest subjecte. Aquest enunciat, que implica que els arxius d'una mateixa procedència no s'han de barrejar amb els d'una altra procedència s'anomena principi de provinença o de procedència, i és un dels pilars teòrics de l'arxivística. Complementàriament, se'n deriva el principi de respecte al fons que exigeix el respecte a la integritat, a l'estructura interna i a l'ordre originari del fons. És a dir, els documents que integren un fons estan relacionats entre si, i aquestes relacions reflecteixen l'organització interna del productor.
En l'interior d'un fons, com a resultat i el reflex de l'activitat de la persona o entitat que els ha generat, existeixen altres unitats arxivístiques que cal identificar i respectar necessàriament fins al punt de poder reunir documentació de qualsevol tipologia, suport, format i ubicació, amb independència de l'edat i la fase del cicle de vida en què es troben els documents (activa, semiactiva, històrica) i del valor que se'ls atribueixi.

### Nivells d'agrupacions documentals
A l'hora de descriure la documentació, i per tal de preservar els lligams orgànics i jeràrquics entre els documents es té en compte les següents agrupacions documentals: 
- El fons: des del punt de vista de l'organització d'un centre d'arxiu i del tractament arxivístic, el fons[11] és el nivell més alt d'agrupació dels documents. Ocupa el nivell superior de la jerarquia.

- La  sèrie: els documents d'un fons estan agrupats necessàriament en sèries, que es defineix com un conjunt de documents homogenis perquè responen a una mateixa funció o activitat administrativa.

- La unitat documental que pot ser simple (peça documental) o composta (expedient reglat o no reglat) i que representa la unitat arxivística més petita. Sempre han de formar part d'una sèrie.

El "principi de provinença" com a sinònim de principi de respecte de la integritat de fons, imposa la necessitat de descriure des del nivell més general (de fons) al més específic (d'unitat documental simple), la qual cosa implica que sempre caldrà començar pel nivell del fons, que constituirà la referència per a tots els altres.
L'instrument de descripció que informa de la documentació de tot un fons és la guia.

### Subfons
- Subfons: part d'un fons,[13] que té una entitat diferenciada de la resta i es pot correspondre amb unitats administratives subordinades que tenen un cert grau d'autonomia o amb ens incorporats per relacions successòries. El subfons té un productor propi i altres característiques específiques d'un fons i pot tenir una estructura orgànica similar a la del fons originari al qual pertany, inclosa la possibilitat de tenir subfons subordinats.

## Fons obert/fons tancat
D'acord amb l'activitat de l'organisme productor es distingeix entre:
- Un fons obert, és aquell que susceptible d'incrementar el seu volum serà el que continuarà rebent documentació procedent d'una institució encara activa a causa d'un fons incomplet per la pèrdua feta o en fase de formació.
- Un fons tancat, entès com aquell al qual ja no s'incorporaran més documentació a conseqüència de la desaparició del productor atès per una institució inexistent o desapareguda.

## Quadre de fons
Els diferents fons d'un centre d'arxiu es poden agrupar per tipus (de l'administració autonòmica, de l'administració reial i senyorial, notarials, d'institucions, patrimonials, etc.) a partir de diversos criteris, que poden tenir un cert grau d'arbitrarietat. Aquesta classificació, que respon al nom de quadre de fons, no té res a veure amb l'estructura interna de cada fons i no ha de respectar els principis bàsics de l'arxivística, perquè entre els fons d'un mateix grup no hi ha els vincles naturals que existeixen a l'interior de cada fons.
- Administració autonòmica: formats per les institucions, els departaments i les delegacions territorials de la Generalitat, tant de l'època de la segona República i de l'exili com la d'actual.
- Administració local: els fons generats per les entitats públiques que integren l'Administració local. Correspon els fons de la Mancomunitat i de la Comissió liquidadora de la Mancomunitat de Catalunya.
- Administració perifèrica de l'Estat: formades per les delegacions provincials, delegacions territorials o prefectures dels ministeris i dels organismes que en depenen.
- Administració reial i senyorial: aquelles que inclouen els fons generats per l'Administració dels dominis reials i l'exercici de les seves funcions senyorials, com és el cas de la Reial Audiència de Catalunya.
- Fons judicials: aquells que inclouen els fons de cadascun dels òrgans d'administració de justícia: tribunals, jutjats, magistratures de treball i jutjats socials.
- Fons registrals: integrats pels fons de l'antiga Comptadoria d'Hipoteques, el Registre de la Propietat, el Registre Mercantil i altres institucions registrals que depenguin de les administracions públiques.
- Institucions: aquella que integra els fons generats per entitats amb la personalitat jurídica pròpia, organisme autònoms, empreses públiques, consorcis, per juntes, per instituts i per altres organismes creats per a una funció específica i determinada, vinculats en major o menor grau a alguna o diferents administracions, però amb una personalitat marcada a nivell històric com a nivell individual.
- Fons patrimonials: conjunt de documents en qualsevol mena de suports, generats o rebuts com a resultat de la formació i administració d'un patrimoni familiar que es va transmetent de generació en generació en el si del llinatge familiar.
- Fons eclesiàstics: aquells que integra els fons generats per entitats i institucions eclesiàstiques.
- Fons personals: aquells que integra un fons pertanyent a una persona i de caràcter privat.